# Легенда про скомороха
«Легенда про скомороха» — радянський комедійний художній фільм 1979 року, знятий режисерами Левоном Асатряном на кіностудії «Вірменфільм».

## Сюжет
Вірменське село початку століття. Скоморох-канатоходець Симон підозрюється поліцейським приставом у сприянні революціонерам. За своєю природою, просто весела людина, який втомлюється від пильного ока поліції і залишає село. У Єревані, випадково потрапивши до в'язниці, як і раніше, розважає і веселить людей. Серед тих, хто сміється, є і революціонери. Симон дуже скоро зближується з ними і вступає до їхніх лав.

## У ролях
- Авет Геворкян — головна роль
- Лаура Геворкян — Назан
- Хорен Абрамян — лжесвященник
- Сергій Потікян — епізод
- Овак Галоян — епізод
- Армен Джигарханян — начальник в'язниці
- Люся Оганесян — епізод
- Рудольф Гевондян — епізод
- Корюн Григорян — Мгер, студент-революціонер
- Рафаель Сароян — епізод
- Азат Шеренц — епізод
- Геворг Абазян — поліцейський

## Знімальна група
- Режисер — Левон Асатрян
- Сценаристи — Едмонд Кеосаян, Олександр Мехакян
- Оператор — Георгій Айрапетов
- Композитор — Тігран Мансурян
- Художник — Лідія Геворкян